# Episodi di Red Oaks (prima stagione)
La prima stagione della serie televisiva Red Oaks è stata pubblicata negli Stati Uniti in due parti: l'episodio pilota il 28 agosto 2014, mentre i restanti il 9 ottobre 2015 su Amazon Video.
In Italia, la stagione è stata interamente pubblicata il 21 dicembre 2016, sempre su Amazon Video.
| nº | Titolo originale | Titolo italiano     | Pubblicazione USA | Pubblicazione Italia |
| -- | ---------------- | ------------------- | ----------------- | -------------------- |
| 1  | Pilot            | Pilota              | 28 agosto 2014    | 21 dicembre 2016     |
| 2  | Doubles          | Il doppio           | 9 ottobre 2015    | 21 dicembre 2016     |
| 3  | The Wedding      | Il matrimonio       | 9 ottobre 2015    | 21 dicembre 2016     |
| 4  | MDMA             | Festa... a sorpresa | 9 ottobre 2015    | 21 dicembre 2016     |
| 5  | Fourth of July   | Il quattro luglio   | 9 ottobre 2015    | 21 dicembre 2016     |
| 6  | Swingers         | Scambisti           | 9 ottobre 2015    | 21 dicembre 2016     |
| 7  | Body Swap        | Scambio di corpi    | 9 ottobre 2015    | 21 dicembre 2016     |
| 8  | After Hours      | After hours         | 9 ottobre 2015    | 21 dicembre 2016     |
| 9  | The Bar Mitzvah  | Il bar Mitzvah      | 9 ottobre 2015    | 21 dicembre 2016     |
| 10 | Labor Day Luau   | Luau del Labor Day  | 9 ottobre 2015    | 21 dicembre 2016     |

## Pilota
- Titolo originale: Pilot
- Diretto da: David Gordon Green
- Scritto da: Gregory Jacobs & Joseph Gangemi

### Trama
New Jersey, anni Ottanta. David Myers è un ragazzo all'ultimo anno di college che deve decidere il suo futuro. Il suo rendimento scolastico appena accettabile non è gradito al padre Sam, il quale vorrebbe che si impegnasse di più per riuscire poi a trovare un lavoro sicuro dopo la laurea. Per evitare di trascorrere l'estate sotto il controllo paterno, David ha accettato un lavoretto come maestro di tennis nel prestigioso Red Oaks Country Club. Durante una partitella con David, Sam ha un attacco cardiaco. Convinto che stia per morire, l'uomo rivela al figlio un segreto nascosto della loro famiglia, vale a dire che la madre Judy è in realtà lesbica e che sono rimasti sposati solamente perché è nato lui. Il malore non è comunque fatale e Sam dovrà stare in ospedale, tenuto sotto controllo dai medici e da Judy.
Al country club David è l'assistente di Nash Nasser, un tennista che non è riuscito a sfondare nel professionismo e che alla soglia della quarantina continua a vivere di sogni appartenenti a un passato assai sopravvalutato. David ha trovato lavoro nel club grazie alla fidanzata Karen, che vi lavora come istruttrice di aerobica, e ha nel parcheggiatore Wheeler il suo migliore amico. Doug Getty, il presidente del country club, vuole giocare una partita contro David. Credendo opportuno non intaccare l'ego smisurato di Getty, David gli lascia vincere tre game. Questo però indispone molto Getty, al punto da minacciare il licenziamento di David che dovrà affrontarlo in una nuova partita, questa volta da giocare onestamente. Il mattino seguente, nonostante la sbornia di una festa tenutasi nel club, David sconfigge il presidente con un netto 6-0.
Terminata la partita, David incontra una ragazza che aveva intravisto il giorno precedente. Costei si presenta come Skye, la figlia di Getty.

## Il doppio
- Titolo originale: Doubles
- Diretto da: David Gordon Green
- Scritto da: Gregory Jacobs & Joseph Gangemi

### Trama
Karen suggerisce a David di arrotondare la magra paga del country club facendo qualche lavoro extra. Barry, il fotografo del club, potrebbe infatti procurargli qualche ingaggio per i bar mitzvah, tuttavia vuole prima assicurarsi che David sappia maneggiare la telecamera e gli chiede di poter visionare qualche suo lavoro. Wheeler inizia a flirtare con Misty, la bagnina del country club che però è fidanzata con Steve, uno spiantato rockettaro che fa frequente uso di droga.
David è invitato a casa di Getty che deve sfidare in una partita di doppio il suo socio in affari Marty Van Diem e il figlio Brett. Siccome vuole battere i Van Diem a tutti i costi, Getty costringe David a fingersi suo nipote, nascondendo agli avversari che è in realtà un istruttore di tennis. Prima della partita, David incrocia Skye nell'atelier in cui la ragazza si diverte a dipingere uomini nudi. Skye resta colpita dalle conoscenze di David nel mondo dell'arte, anche se il ragazzo non fa una bella figura quando alla fine del pomeriggio Skye scopre che si è prestato alla menzogna architettata da suo padre.
Karen è invitata a cena dai Myers per festeggiare il ritorno a casa di Sam dall'ospedale. Karen spiega a David che Barry, avendola fotografata tutto il giorno per la newsletter del country club, le ha suggerito un'ipotetica carriera come modella. Tuttavia, Karen afferma di non sentirsi pronta a trasferirsi in città per provare a sfondare in questo caso, preferendo restare in periferia ed eventualmente posare come secondo lavoro.

## Il matrimonio
- Titolo originale: The Wedding
- Diretto da: Andrew Fleming
- Scritto da: Gregory Jacobs, Joseph Gangemi & Max Werner

### Trama
David gira il videoclip di un'esibizione della band di Steve, impressionando Barry che decide di assumerlo in prova. Il primo ingaggio è per il matrimonio della figlia di Alan Kornblatt, affermato imprenditore nel settore della yogurteria, che si svolge al country club. Tra gli invitati ci sono i Getty e Nash, quest'ultimo venuto allo scopo di fare affari con Kornblatt, trovandosi però a dover vincere la concorrenza di Skip. Wheeler e Misty fumano erba dentro la rolls-royce degli sposi. Chiacchierando con lei, Wheeler sente di non essere all'altezza di una ragazza piuttosto esigente in materia di uomini.
Ganz, uno degli invitati al matrimonio, propone a Wheeler di spacciare droga per lui, lasciandogli il suo biglietto da visita se dovesse accettare. A festa finita, Getty sorprende Skye a fare il bagno in piscina e nel mentre chiacchierare con David. Ricordando come anche lui da giovane avesse svolto lavori umili per mantenersi, Getty fa capire al ragazzo di non essere propriamente favorevole a una loro relazione. Nash resta deluso nel non aver centrato l'obiettivo di conquistare l'attenzione di Kornblatt. Arrivato a casa, David si addormenta sul divano.

## Festa... a sorpresa
- Titolo originale: MDMA
- Diretto da: Andrew Fleming
- Scritto da: Gregory Jacobs, Joseph Gangemi & Karey Dornetto

### Trama
Sotto la doccia David fantastica di baciare Skye. Wheeler inizia a spacciare la droga per Ganz, nascondendola nel vano portaoggetti delle macchine degli ospiti del country club. Barry invita Karen all'inaugurazione della sua mostra d'arte, ma la stessa sera aveva programmato di festeggiare il suo compleanno con David. Nash sprona quest'ultimo a darsi da fare per non scontentare la fidanzata, impegnandosi affinché la festa sia romantica e indimenticabile. Judy trascina Sam alla terapia di coppia, dove accusa il marito di non averle saputo regalare una vita abbastanza avventurosa. I terapisti suggeriscono loro di usare l'MDMA per sentirsi emotivamente più coinvolti.
La serata di David e Karen è un disastro. Il ragazzo ha pensato bene di non prenotare il tavolo al ristorante, inoltre quando sono arrivati a casa per la sorpresa del dopocena trovano i genitori di David sotto l'effetto della droga. Congedato il fidanzato, Karen si reca alla mostra di Barry che le propone un appuntamento per una delle prossime sere. Misty propone a Wheeler un'uscita a quattro con il suo fidanzato Steve e una ragazza di nome Pam, da accoppiare a Wheeler perché abbastanza nerd come lui. Misty confida a Wheeler che sta pensando di iscriversi al college per diventare un'igienista dentale.
Il mattino seguente, dopo aver rimproverato i genitori per il loro comportamento, David chiede scusa a Karen che sembra accettare di buon grado. Tuttavia, è ormai evidente che David ha un pericoloso rivale in Barry.

## Il quattro luglio
- Titolo originale: Fourth of July
- Diretto da: Hal Hartley
- Scritto da: Gregory Jacobs, Joseph Gangemi & Shawn Harwell

### Trama
Il country club organizza una festa per il giorno dell'indipendenza. Getty vuole che David lo alleni in vista dell'annuale torneo maschile di tennis, dove non è mai riuscito a vincere, per battere l'odiato rivale Stan Feinberg. David accetta, a condizione che il presidente gli compri un appartamentino a New York per quando avrà terminato gli studi. Judy viene invitata a festeggiare il 4 luglio a casa della sua insegnante di yoga Gail. Per dimostrare alla moglie che non è il classico uomo borioso, Sam accetta di accompagnarla in un ambiente queer che gli è estraneo.
Wheeler decide che è venuto il momento di affrontare Steve per vincere il cuore di Misty. Quando Steve lo butta in piscina, Misty si tuffa per riportarlo a galla perché Wheeler non è capace di nuotare. Questo contribuisce ad avvicinarli notevolmente, l'esatto contrario di ciò che Steve si aspettava. Nash non manda giù il fatto che Getty gli abbia preferito David come maestro, così organizza un torneo di poker per riguadagnare in autostima. Proprio quando Nash festeggia la vittoria del torneo, sopraggiunge Getty che gioca contro di lui e lo batte, facendogli capire di aver scelto David perché il ragazzo è più sveglio di lui. Comunque, Getty dà un contentino a Nash nello svelargli il nome dell'azienda farmaceutica di un suo amico con cui potrebbe entrare in affari.
Durante lo spettacolo pirotecnico che chiude la giornata di festa, Getty annuncia alla moglie Fay di aver acquistato una casa vacanze negli Hamptons, assecondando una sua richiesta di non essere sempre vincolati solo al lavoro. Fay gli fa però notare che, se questa è una strategia per tenere sotto controllo la figlia, non è destinata al successo, Infatti, è ormai evidente come tra Skye e David stia nascendo qualcosa.

## Scambisti
- Titolo originale: Swingers
- Diretto da: Nisha Ganatra
- Scritto da: Gregory Jacobs, Joseph Gangemi & Tom Papa

### Trama
David riceve una proposta indecente dalla sua allieva Jean Blum, la quale è una scambista di sesso assieme al marito Dale. Jean e Dale, che hanno sentito parlare delle abilità da videomaker del ragazzo, vorrebbero che li filmasse durante un rapporto sessuale. Le perplessità di David sono spazzate via da Wheeler che, entusiasta all'idea di vedere Jean nuda, lo sprona ad accettare per potergli fare da assistente. A causa di questo impegno, David è costretto a trascurare Karen che decide di trascorrere la serata posando come modella per Barry.
Un poliziotto accorre in casa Blum, richiamato da un vicino per le troppe urla, chiedendo di unirsi a loro. Barry effettua un servizio completo, arrivando al punto di fotografare Karen completamente nuda. Prima che la ragazza se ne vada, Barry tenta di baciarla e lei si ritira.

## Scambio di corpi
- Titolo originale: Body Swap
- Diretto da: Amy Heckerling
- Scritto da: Joseph Gangemi & Gregory Jacobs

### Trama
Durante una cena di famiglia al ristorante giapponese, Sam e David iniziano a discutere sullo scarso impegno che il ragazzo sta mostrando verso i suoi studi, troppo preso da quei lavoretti che il genitore considera degli inutili diversivi. Un uomo in kimono propone ai due litiganti di acquietarsi bevendo un cocktail ricamato dalla megattera.
Quando si risvegliano il mattino seguente, Sam e David scoprono di trovarsi l'uno nel corpo dell'altro. Entrambi hanno così l'occasione di sperimentare la vita del congiunto, abbattendo i rispettivi pregiudizi e comprendendo quanto sia difficile essere rispettivamente un adulto e un ragazzo con i problemi tipici delle loro età. Dopo un allenamento deludente con Getty, Sam-David viene sorpreso da Karen a pranzare in compagnia di Skye. David-Sam partecipa a una delle sedute di terapia con Judy, apprendendo che la situazione tra i genitori non è affatto semplice e ci sono dei problemi seri da risolvere.
Dopo aver girato inutilmente tutti i locali giapponesi della zona, Sam e David si siedono al tavolino di un bar. Qui sono raggiunti dall'uomo in kimono che offre nuovamente loro il cocktail di megattera. Il giorno dopo ognuno è tornato nel proprio corpo.

## After hours
- Titolo originale: After Hours
- Diretto da: Amy Heckerling
- Scritto da: Joseph Gangemi, Gregory Jacobs & Laura Steinel

### Trama
Chiacchierando con David al termine di un allenamento, Getty sostiene che sia un ragazzo troppo dotato per studiare contabilità e finire a lavorare con il padre, così gli propone uno stage da trader nella sua azienda. Skye chiede a David di accompagnarla a New York, volendo andare a trovare una coppia di amici gay che hanno organizzato una festa. In questo contesto Skye apprezza un David diverso, meno rigido e più festaiolo. Wheeler offre un passaggio a Misty, scoprendo che la ragazza vive in un contesto familiare difficile, con il patrigno che non ha il minimo rispetto nei suoi confronti. Dopo essere andati a prendere un gelato, Misty porta Wheeler in piscina per insegnargli a nuotare.
David parla a Skye della proposta che gli ha fatto suo padre a proposito dello stage. Pur affermando per l'ennesima volta di non apprezzare il genitore, Skye non vuole precludere nulla a David. I due ragazzi si accorgono di aver perso il portafogli, così David telefona a Nash che passa a prenderli in macchina per riportarli a casa.

## Il bar Mitzvah
- Titolo originale: The Bar Mitzvah
- Diretto da: Nisha Ganatra
- Scritto da: Joseph Gangemi & Gregory Jacobs

### Trama
Il country club ospita il bar mitzvah di Jeffrey Glassman. Tra gli invitati ci sono anche i genitori di David che ne approfittano per vedere il posto in cui lavora il figlio. Kimberly riferisce a Karen che un'amica ha visto David in compagnia di Skye sull'autobus diretto a New York. Herb, uno dei clienti abituali del country, prende per sbaglio un borsone contenente della droga che Ganz aveva passato a Wheeler. Non appena riesce a recuperare il malloppo, Wheeler è investito da un kart.
David scopre che Skye gli ha tenuto nascosto un fidanzato, Mark, studente di medicina con cui è insieme da due anni e che è venuto a trovarla. Alterato, David litiga con Barry e viene a conoscenza del servizio in cui Karen ha posato nuda per lui. David spinge Barry che cade sul tavolo del buffet, mentre la droga di Wheeler finisce nella borsa di un'ignara signora. Karen prova a discolparsi per le fotografie, facendo leva sul fatto che anche lui le ha nascosto il segreto della gita con Skye. Come conseguenza della lite con Barry, David viene licenziato dal country club e Karen gli rinfaccia la sua infantilità, invitandolo a crescere.

## Luau del Labor Day
- Titolo originale: Luau del Labor Day
- Diretto da: David Gordon Green
- Scritto da: Joseph Gangemi & Gregory Jacobs

### Trama
David ha iniziato a lavorare come contabile nella ditta del padre. Wheeler lo passa a prendere, spronandolo a ripresentarsi al country club per riavere il posto. Getty decide di riprenderlo a bordo, anche perché manca una settimana alla partita contro Stan Feinberg e ha bisogno di allenarsi meglio. Il giorno della finale Getty si trova in vantaggio, ma al momento decisivo irrompe l'FBI che arresta l'uomo per insider trading e svariati altri reati.
Alla fine dell'estate Sam annuncia a David che lui e sua madre stanno divorziando, quindi dovranno essere prese delle importanti decisioni familiari che lo riguardano. Skye consegna a David la ricompensa che suo padre ha voluto fargli avere per tutto il lavoro svolto. David bacia Skye e la ragazza dice che andrà a vivere per un anno a Parigi, invitandolo ad andarla a trovare.